# Металлург (хоккейный клуб, Магнитогорск)
«Металлу́рг» — российский профессиональный хоккейный клуб из Магнитогорска, выступающий в Континентальной хоккейной лиге. Основан в 1955 году. Шестикратный чемпион России (1999, 2001, 2007, 2014, 2016, 2024), трёхкратный обладатель Кубка Гагарина (2014, 2016, 2024). Выступает в дивизионе Харламова Восточной конференции. Домашний стадион — «Арена Металлург», вмещающий 7704 зрителя.
Один из четырёх клубов (наряду со СКА, «Салаватом Юлаевым» и «Ак Барсом»), который выходил в плей-офф в каждом сезоне КХЛ. Один из двух клубов (наряду с ЦСКА), который выигрывал 4:0 в финале Кубка Гагарина.

## История

### Советский период
В сезоне 1955/1956 «Металлург» стартовал во второй зоне класса «Б» чемпионата СССР. Первой игрой в истории клуба стала встреча с воронежским «Буревестником» 26 декабря 1955 года на Левобережном стадионе металлургов. Матч закончился со счётом 7:3 в пользу хозяев. По итогам сезона «Металлург» занял 3-е место в своей группе. В следующих двух сезонах команда занимала 3-е и 8-е места соответственно, а затем, в течение почти 10 лет не выступала. Вернувшись в сезоне 1969/1970, «Металлург» занял 7-е место. После ещё двух сезонов в классе «Б», команда вновь пропускала первенство, участвуя только в чемпионате Челябинской области. На протяжении семи сезонов, с 1974/1975 по 1980/1981 «Металлург» выступал в классе «Б», а выиграв его в последнем сезоне, получил право играть во второй лиге класса «А».

### Российский период
С 1992 года «Металлург» играет в высшем дивизионе чемпионата России, с 2008 года в КХЛ.

## Клубные цвета, форма и эмблема
На данный момент клубными цветами Металлурга являются — красный, белый и синий. С сезона 2018/2019 по 2019/2020 клубными цветами Металлурга являлись красный, синий и жёлтый.

## Результаты выступления в КХЛ
И — количество проведённых игр, В — выигрыши в основное время, ВО — выигрыши в овертайме, ВБ — выигрыши в послематчевых буллитах, ПО — проигрыши в овертайме, ПБ — проигрыши в послематчевых буллитах, П — проигрыши в основное время, О — количество набранных очков, Ш — соотношение забитых и пропущенных голов, РС — место по результатам регулярного сезона. С сезона 2018/19 за победу стали начислять не 3 очка, как ранее, а 2. Поэтому итоговая сумма очков приведена из расчёта 2 очка за любую победу и по одному очку за поражение в овертайме и по буллитам. Золотым и серебряным цветом выделены победные сезоны в кубке Гагарина и сезон когда команда играла в финале.
| Сезон   | И   | В   | ВО | ВБ | ПБ | ПО | П   | О    | Ш         | РС | Результаты серий с соперниками в плей-офф                                     | Результат в плей-офф                                                          |
| ------- | --- | --- | -- | -- | -- | -- | --- | ---- | --------- | -- | ----------------------------------------------------------------------------- | ----------------------------------------------------------------------------- |
| 2008/09 | 56  | 25  | 2  | 11 | 2  | 1  | 15  | 104  | 174-148   | 6  | 3-0 Торпедо, 3-1 Атлант, 1-4 Локомотив                                        | 1/2 финала                                                                    |
| 2009/10 | 56  | 34  | 2  | 4  | 1  | 0  | 15  | 115  | 167-111   | 3  | 3-1 Трактор, 2-4 Ак Барс                                                      | 1/4 финала                                                                    |
| 2010/11 | 54  | 27  | 1  | 5  | 3  | 4  | 14  | 100  | 167-141   | 5  | 4-2 Югра, 4-3 Авангард, 3-4 Салават Юлаев                                     | 1/2 финала                                                                    |
| 2011/12 | 54  | 29  | 1  | 1  | 1  | 2  | 20  | 94   | 150-137   | 4  | 4-3 Барыс, 1-4 Авангард                                                       | 1/4 финала                                                                    |
| 2012/13 | 52  | 27  | 0  | 0  | 7  | 5  | 13  | 93   | 167-121   | 7  | 3-4 Салават Юлаев                                                             | 1/8 финала                                                                    |
| 2013/14 | 54  | 30  | 3  | 2  | 6  | 2  | 11  | 108  | 166-113   | 2  | 4-1 Адмирал, 4-0 Сибирь, 4-1 Салават Юлаев, 4-3 Лев                           | Кубок Гагарина                                                                |
| 2014/15 | 60  | 32  | 4  | 4  | 2  | 3  | 15  | 117  | 174-129   | 6  | 4-1 Салават Юлаев, 1-4 Сибирь                                                 | 1/4 финала                                                                    |
| 2015/16 | 60  | 25  | 3  | 10 | 2  | 0  | 20  | 103  | 180-138   | 8  | 4-2 Автомобилист, 4-1 Сибирь, 4-1 Салават Юлаев, 4-3 ЦСКА                     | Кубок Гагарина                                                                |
| 2016/17 | 60  | 36  | 1  | 4  | 4  | 2  | 13  | 124  | 197-135   | 3  | 4-1 Куньлунь Ред Стар, 4-0 Барыс, 4-0 Ак Барс, 1-4 СКА                        | Финал Кубка Гагарина                                                          |
| 2017/18 | 56  | 24  | 3  | 5  | 2  | 5  | 17  | 95   | 150-135   | 8  | 4-2 Автомобилист, 1-4 Ак Барс                                                 | 1/4 финала                                                                    |
| 2018/19 | 62  | 35  | 4  | 2  | 1  | 1  | 19  | 84   | 182-132   | 6  | 2-4 Салават Юлаев                                                             | 1/8 финала                                                                    |
| 2019/20 | 62  | 20  | 3  | 5  | 4  | 5  | 25  | 65   | 138-145   | 13 | 1-4 Барыс                                                                     | 1/8 финала                                                                    |
| 2020/21 | 60  | 31  | 0  | 6  | 1  | 6  | 16  | 81   | 165-138   | 7  | 4-2 Барыс, 2-4 Авангард                                                       | 1/4 финала                                                                    |
| 2021/22 | 48  | 26  | 4  | 4  | 0  | 3  | 11  | 71   | 164-120   | 1  | 4-1 Барыс, 4-3 Авангард, 4-1 Трактор, 3-4 ЦСКА                                | Финал Кубка Гагарина                                                          |
| 2022/23 | 68  | 30  | 4  | 1  | 5  | 8  | 20  | 83   | 189-175   | 10 | 4-3 Автомобилист, 0-4 Авангард                                                | 1/4 финала                                                                    |
| 2023/24 | 68  | 35  | 7  | 2  | 4  | 3  | 17  | 95   | 212-167   | 3  | 4-2 Амур, 4-2 Спартак, 4-3 Автомобилист, 4-0 Локомотив                        | Кубок Гагарина                                                                |
| 2024/25 | 68  | 30  | 7  | 6  | 2  | 2  | 20  | 93   | 212-159   | 4  | 2-4 Авангард                                                                  | 1/8 финала                                                                    |
| Всего   | 818 | 409 | 41 | 61 | 41 | 35 | 234 | 1390 | 2436-1911 | —  | В плей-офф кубка Гагарина участвовали 17 раз. Счёт (победы/поражения): 130-98 | В плей-офф кубка Гагарина участвовали 17 раз. Счёт (победы/поражения): 130-98 |

## Стадион
В своей истории «Металлург» проводил домашние матчи на четырёх стадионах. Первые домашние матчи в пятидесятых годах XX века команда проводила на катке Левобережного стадиона металлургов. Второй домашней ареной с 1962 по 1990 был открытый каток «Малютка». Третьим с 1990 по 2006 год — Ледовый дворец спорта имени И. Х. Ромазана.
12 января 2007 года в торжественной обстановке была открыта новая домашняя арена — «Арена Металлург».
И последний матч в ЛДС имени Ромазана, и первый матч на новой площадке «Металлург» проводил с одной и той же командой — чеховским «Витязем», обе игры завершились в овертайме победой хозяев (2:1 и 4:3 соответственно). Первую шайбу в официальных матчах на новой арене забил форвард «Металлурга» Денис Платонов.

## Соперничество с другими клубами
Принципиальным соперником считается челябинский «Трактор». Со стороны болельщиков «Трактора» это «уральское дерби» вызывает больший ажиотаж, чем со стороны болельщиков Магнитки. В разное время наблюдалось острое соперничество с «Динамо», «Авангардом», «Салаватом Юлаевым».

## Текущий состав
| №          | Игрок             | Страна                    | Хват    | Дата рождения              | Рост    | Вес     |         |
| Вратари    | Вратари           | Вратари                   | Вратари | Вратари                    | Вратари | Вратари | Вратари |
| ---------- | ----------------- | ------------------------- | ------- | -------------------------- | ------- | ------- | ------- |
| 20         | Александр Смолин  | Россия                    | Левый   | 11 октября 2003 (21 год)   | 185 см  | 69 кг   |         |
| 30         | Илья Набоков      | Россия                    | Левый   | 27 марта 2003 (22 года)    | 184 см  | 81 кг   |         |
| Защитники  |                   |                           |         |                            |         |         |         |
| 9          | Валерий Орехов    | Казахстан                 | Левый   | 17 июля 1999 (26 лет)      | 186 см  | 88 кг   |         |
| 21         | Робин Пресс       | Швеция                    | Правый  | 21 декабря 1994 (30 лет)   | 192 см  | 95 кг   |         |
| 27         | Данил Гололобов   | Россия                    | Правый  | 11 октября 2002 (22 года)  | 183 см  | 76 кг   |         |
| 44         | Егор Яковлев      | Россия                    | Левый   | 17 сентября 1991 (33 года) | 180 см  | 86 кг   |         |
| 56         | Макар Хабаров     | Россия                    | Левый   | 10 сентября 1999 (25 лет)  | 180 см  | 83 кг   |         |
| 72         | Артём Минулин     | Россия                    | Правый  | 1 октября 1998 (26 лет)    | 190 см  | 87 кг   |         |
| 85         | Алексей Маклюков  | Россия                    | Левый   | 19 сентября 1993 (31 год)  | 188 см  | 81 кг   |         |
| 87         | Данила Паливко    | Беларусь                  | Левый   | 30 ноября 2001 (23 года)   | 195 см  | 91 кг   |         |
| Нападающие |                   |                           |         |                            |         |         |         |
| 8          | Роман Канцеров    | Россия                    | Левый   | 20 сентября 2004 (20 лет)  | 176 см  | 80 кг   |         |
| 11         | Никита Михайлис   | Казахстан                 | Правый  | 18 июня 1995 (30 лет)      | 175 см  | 71 кг   |         |
| 14         | Дмитрий Силантьев | Россия                    | Левый   | 31 июля 2000 (24 года)     | 178 см  | 68 кг   |         |
| 15         | Михаил Грасс      | Россия                    | Левый   | 15 января 2004 (21 год)    | 192 см  | 95 кг   |         |
| 19         | Владимир Ткачев   | Россия                    | Правый  | 5 октября 1995 (29 лет)    | 177 см  | 72 кг   |         |
| 22         | Руслан Исхаков    | Россия                    | Левый   | 22 июня 2000 (25 лет)      | 171 см  | 69 кг   |         |
| 26         | Барак Дерек       | Соединённые Штаты Америки | Правый  | 27 февраля 1995 (30 лет)   | 173 см  | 75 кг   |         |
| 28         | Сергей Толчинский | Россия                    | Левый   | 3 февраля 1995 (30 лет)    | 174 см  | 74 кг   |         |
| 29         | Даниил Вовченко   | Россия                    | Правый  | 4 апреля 1996 (29 лет)     | 178 см  | 78 кг   |         |
| 31         | Александр Петунин | Россия                    | Левый   | 31 января 1997 (28 лет)    | 177 см  | 75 кг   |         |
| 39         | Андрей Козлов     | Россия                    | Левый   | 13 июля 2005 (20 лет)      | 174 см  | 79 кг   |         |
| 47         | Люк Джонсон       | Соединённые Штаты Америки | Правый  | 19 сентября 1994 (30 лет)  | 180 см  | 79 кг   |         |
| 94         | Егор Коробкин     | Россия                    | Левый   | 31 августа 1998 (26 лет)   | 174 см  | 81 кг   |         |
| 95         | Борис Осипович    | Россия                    | Левый   | 10 сентября 2005 (19 лет)  | 184 см  | 85 кг   |         |
| 96         | Никита Коротков   | Россия                    | Левый   | 20 июля 1996 (29 лет)      | 184 см  | 90 кг   |         |

## Руководство
- Президент: Виктор Рашников
- Спортивный директор: Евгений Бирюков
- Первый вице-президент, директор клуба: Алексей Жлоба
- Директор по развитию: Сергей Мозякин

## Тренерский штаб
| Должность                     | Имя                |
| ----------------------------- | ------------------ |
| Главный тренер                | Андрей Разин       |
| Тренер по нападающим          | Юрий Трубачёв      |
| Тренер по нападающим          | Владимир Воробьёв  |
| Тренер по защитникам          | Евгений Михалкевич |
| Тренер по защитникам          | Ярослав Хабаров    |
| Тренер вратарей               | Василий Кошечкин   |
| Тренер вратарей               | Александр Судницин |
| Тренер вратарей               | Клемен Мохорич     |
| Тренер по ОФП                 | Сергей Киприянов   |
| Тренер по ОФП                 | Сергей Якимович    |
| Тренер-оператор               | Алексей Мишуков    |
| Помощник тренера по аналитике | Яков Палей         |

## Главные тренеры
- 1955—1956 — Феликс Мирский
- 1957—1958 — Георгий Мордухович
- 1969—1971 — Георгий Мордухович
- 1971—1976 — Валерий Постников
- 1976—1979 — Халим Мингалеев
- 1979—1996 — Валерий Постников
- 1996—2003 — Валерий Белоусов
- 2003—2005 — Марек Сикора
- 2005—2006 — Дэйв Кинг
- 2006—2007 — Фёдор Канарейкин
- 2007—2008 — Валерий Постников
- 2008—2010 — Валерий Белоусов
- 2010—2011 — Кари Хейккиля
- 2011—2011 — Александр Барков
- 2011—2012 — Фёдор Канарейкин
- 2012—2013 — Пол Морис
- 2013—2015 — Майк Кинэн
- 2015—2017 — Илья Воробьёв
- 2017—2018 — Виктор Козлов
- 2018—2019 — Йозеф Яндач
- 2019—2023 — Илья Воробьёв
- 2023—н. в. — Андрей Разин

## Игроки, выбранные на драфте юниоров КХЛ
2009
- Александр Савоськин (17-й общий)
- Марат Зарипов (63-й общий)
- Оливер Экман-Ларссон (85-й общий)
- Симон Бертильссон (86-й общий)

2010
- Давид Бондра (21-й общий)
- Дмитрий Михайлов (44-й общий)
- Ярослав Косов (70-й общий)
- Даниил Бикбулатов (106-й общий)
- Патрик Немет (132-й общий)
- Расмус Риссанен (159-й общий)
- Джарред Тинорди (184-й общий)

2011
- Игорь Устинский (21-й общий)
- Евгений Ершов (50-й общий)
- Александр Яковлев (76-й общий)
- Максим Кулагин (77-й общий)
- Алексей Береглазов (82-й общий)
- Илья Хохлов (104-й общий)
- Тимур Шингареев (130-й общий)

2012
- Руслан Базанов (24-й общий)
- Павел Медведев (46-й общий)
- Павел Зыков (64-й общий)
- Андрей Алексеев (100-й общий)
- Вильгельм Вестлунд (140-й общий)
- Дмитрий Арсенюк (147-й общий)
- Сергей Болдырев (159-й общий)
- Станислав Переходюк (161-й общий)

2013
- Владислав Каменев (3-й общий)
- Артур Болтанов (28-й общий)
- Адриан Холесински (56-й общий)
- Владислав Антонов (95-й общий)
- Виталий Кудрин (131-й общий)
- Тимофей Меньшиков (151-й общий)
- Сергей Бронников (154-й общий)
- Денис Ефимов (165-й общий)

2014
- Илья Самсонов (34-й общий)
- Артём Икамацких (38-й общий)
- Владислав Дюкарев (57-й общий)
- Данил Мухамедзянов (90-й общий)
- Вилле Ярвинен (100-й общий)
- Александр Шурыгин (124-й общий)
- Сергей Чучков (166-й общий)
- Дилан Строум (202-й общий)

2015
- Сергей Орлов (22-й общий)
- Григорий Воробьёв (30-й общий)
- Савелий Козлов (50-й общий)
- Байрас Абдуллин (65-й общий)
- Никита Стрижов (84-й общий)
- Максим Мишаков (101-й общий)
- Константин Дубин (127-й общий)
- Артём Попитич (128-й общий)

2016
- Данил Пятин (21-й общий)
- Александр Ниландер (53-й общий)
- Данила Агалаков (72-й общий)
- Лиас Андерссон (83-й общий)
- Матиас Фром (112-й общий)
- Павел Сахаров (123-й общий)
- Йоона Коппанен (141-й общий)

## Именные стяги игроков и тренеров на арене «Металлург»
Майки игроков «Металлург» Мг в ДС И. Х. Ромазана, вывешенные в 2000—2006 годах
- № 88 Алексей Степанов — 24 августа 2000 года
- № 23 Сергей Осипов — 30 августа 2005 года
- № 27 Михаил Бородулин — 1 сентября 2005 года
- № 8 Андрей Соколов — 3 сентября 2005 года

Майки игроков «Металлург» Мг на «Арене Металлург», вывешенные с 2007 года
Игроки
- № 23 Сергей Осипов — 12 января 2007 года
- № 27 Михаил Бородулин — 12 января 2007 года
- № 12 Виктор Сухов — 11 марта 2007 года
- № 8 Андрей Соколов — 20 марта 2007 года
- № 13 Сергей Гомоляко — 1 апреля 2007 года
- № 44 Валерий Карпов — 10 апреля 2007 года
- № 19 Евгений Корешков — 25 августа 2007 года
- № 34 Равиль Гусманов — 26 января 2010 года
- № 15 Ян Марек — 28 августа 2012 года
- № 17 Александр Корешков — 26 августа 2013 года
- № 7 Андрей Разин — 19 декабря 2015 года
- № 22 Александр Гольц — 19 декабря 2015 года
- № 25 Юрий Морев — 19 декабря 2015 года
- № 7 Юрий Исаев — 19 декабря 2015 года
- № 55 Алексей Кайгородов — 14 августа 2017 года
- № 4 Крис Ли — 3 сентября 2018 года
- № 39 Денис Платонов — 25 августа 2019 года
- № 36 Евгений Варламов — 23 февраля 2021 года
- № 27 Виталий Атюшов — 27 февраля 2021 года
- № 25 Данис Зарипов — 19 февраля 2024 года
- № 10 Сергей Мозякин — 27 июля 2024 года
- № 48 Евгений Бирюков — 23 сентября 2024 года[6]
- № 83 Василий Кошечкин — 26 июля 2025 года

Тренеры
- Постников Валерий Викторович — 12 августа 2021 года
- Белоусов Валерий Константинович — 12 августа 2021 года

Выведенные из обращения номера
№ 10 Сергей Мозякин — 6 июля 2021 года

## Достижения

### Национальные
Чемпионат СССР/России
- Чемпион (6): 1998/1999, 2000/2001, 2006/2007, 2013/2014, 2015/2016, 2023/2024
- Серебряный призёр (4): 1997/1998, 2003/2004, 2016/2017, 2021/2022
- Бронзовый призёр (6): 1994/1995, 1999/2000, 2001/2002, 2005/2006, 2007/2008, 2008/2009

Кубок Гагарина
- Обладатель (3): 2013/2014, 2015/2016, 2023/2024
- Вице-Чемпион (2): 2016/2017, 2021/2022

Кубок Восточной конференции
- Обладатель (5): 2013/2014, 2015/2016, 2016/2017, 2021/2022, 2023/2024

Кубок Открытия
- Обладатель (2): 2014/2015, 2016/2017;

Суперкубок Европы
- Обладатель: 2000

Сильвер Стоун Трофей (англ. Silver Stone T Hockeyades (Vallé de Joux rophy)
- Обладатель (3)

Евролига
- Победитель (2): 1998/1999, 1999/2000

Кубок европейских чемпионов
- Победитель: 2008

Кубок Шпенглера
- Обладатель: 2005

Кубок Тампере
- Обладатель (3): 2005, 2006, 2008

Кубок Hockeyades (Vallé de Joux)
- Обладатель: 2009

Davos Hockey Summit
- Серебряный призёр: 2018

### Межсезонные
Мемориал И. Х. Ромазана
- Обладатель (14): 1992, 1994, 1995, 1997, 1999, 2003, 2004, 2008, 2009, 2011, 2012, 2013, 2014, 2018